# マーメイドマンとフジツボボーイ
マーメイドマンとフジツボボーイ（Mermaid Man and Barnacle Boy）は、ステファン・ヒーレンバーグによるアメリカ合衆国のアニメ作品『スポンジ・ボブ』に登場する架空の二人組で、スポンジ・ボブとパトリックの最大なスーパーヒーローたちである。
マーメイドマンの声優はアーネスト・ボーグナイン（シーズン1 - 8）およびジョー・ホワイト（ビデオゲーム）であり、吹き替えは奥田啓人（シーズン1、青年期）と谷育子（シーズン2 - 3）と納谷六朗（シーズン4 - 8）と佐々木祐介（シーズン9）。フジツボボーイの声優はティム・コンウェイであり、吹き替えは小木曽祐子（シーズン1 - 3）と奥田啓人（シーズン4 - ）と松浦チエ（青年期）。

## 概要
退職後の家に住んでいてスポンジ・ボブとパトリックのお気に入りテレビ番組の出演者である年配のスーパーヒーローたち。マーメイドマンは記憶喪失に苦しんでいるようで、長引く「Evil!」を叫び、その言葉を聞くときはいつでも、フジツボボーイは二人組中でより賢明でイライラしているよう。水中で呼吸し、ビキニタウンの住民たちと話すことができる数少ない人間である。

## 役割
架空の都市ビキニタウンで半引退したスーパーヒーローな二人組。水中で呼吸し、ビキニタウンの住民たちと話すことができる数少ない人間の一人である。作品の架空世界の中で、本当のスーパーヒーローたち。犯罪との戦いに加えて自分たちはビキニタウンに広くフランチャイズされた。現在は「シェーディー老人ホーム」に住んでいる。しかし、二人組の最大のファンであるスポンジ・ボブとパトリック・スターは自分たちが最初の登場で引退から抜け出すように説得する。

### マーメイドマン
ステレオタイプ的に老人性の長老として描かれ、他人の性格に簡単に混乱するためわずかな記憶喪失に苦しんでいるように見えたが、これは彼の難聴にも部分的に起因している可能性がある。

### フジツボボーイ
いじめられ相棒。